# Alin Manea
Alin Mihai Manea (sinh ngày 9 tháng 1 năm 1997) là một cầu thủ bóng đá người România thi đấu ở vị trí tiền vệ cho Dacia Unirea Brăila, theo dạng cho mượn từ Universitatea Craiova.